# San Marino en los Juegos Olímpicos de Sarajevo 1984
San Marino estuvo representado en los Juegos Olímpicos de Sarajevo 1984 por tres deportistas masculinos que compitieron en dos deportes.
El equipo olímpico sanmarinense no obtuvo ninguna medalla en estos Juegos.